# 3654 AAS
3654 AAS је астероид главног астероидног појаса чија средња удаљеност од Сунца износи 2,261 астрономских јединица (АЈ).
Апсолутна магнитуда астероида је 14,3.